# Selenophorus trepidus
Selenophorus trepidus är en skalbaggsart som beskrevs av Thomas Casey. Selenophorus trepidus ingår i släktet Selenophorus och familjen jordlöpare. Inga underarter finns listade i Catalogue of Life.